# Mattiastrum lithospermifolium
Mattiastrum lithospermifolium är en strävbladig växtart. Mattiastrum lithospermifolium ingår i släktet Mattiastrum och familjen strävbladiga växter.

## Underarter
Arten delas in i följande underarter:
- M. l. cariense
- M. l. lithospermifolium